# Второй период развития биогеографии
Второй период развития биогеографии характеризуется развитием общественно-экономических взаимоотношений, что повлекло к активному поиску морских путей в Индию, последствием чего стали Великие географические открытия. Это был значительный толчок в изучении природы, как ойкумены, так и заново открытых стран. Ботанические и зоологические сады начали активно пополняться новыми видами организмов и со временем превратились в настоящие научные центры. Тут не только проводились тщательные систематизированные наблюдения за живыми организмами и их акклиматизацией, но и активный обмен экземплярами. С начала XVI века накапливается фактический материал по ботанике и зоологии, которые нуждался в обобщении и систематизации на новой теоретической основе.
Первой системой растительного мира того времени стала система итальянского ботаника А. Чезальпино, опубликованная 1583 г. под названием Шестнадцать книг о растениях во Флоренции. Ему было известно более 1000 видов растений, из них 840 цветковых. Невзирая на искусственность этой системы, она впервые опиралась на объективные особенности растений, и с помощью этого удалось определить определённые родственные связи между растениями.
Систематизация собранного материала нуждалась в кратких чётких описаниях названий растений и животных. Особенная заслуга в формировании таких описаний принадлежит К. Баугину, который 15—20 словами охарактеризовал более 6000 видов растений. Название состояло из двух частей. Так была основана видовое и родовое[что?], то есть двойное название.
Английский природовед Д. Рей объяснил определения вид и высказал мысль, что виды очень постоянны, но могут изменяться. Д. Рей впервые поделил цветковые растения на одно- и двудольные.
Заканчивает создание искусственных систем классификаций живых организмов шведский учёный К. Линней. В 1735 г. он публикует труд «Система природы», которая играла невероятно важную роль в развитии всей биологической науки. Учёный описал и систематизировал около 4,2 тыс. зоологических и 10 тыс. ботанических видов, ввёл четырёх таксономическое деление (класс — отряд — род — вид), окончательно утвердив бинарную номенклатуру в названиях живых организмов, ввёл около тысячи новых терминов и понятий, которыми наука пользуется до сих пор.
Благодаря трудам К. Линнея удалось навести порядок в огромном флористическо-фаунистическом материале, определить главные причины разнообразия и закономерности распространения, а также способы расселения живых существ в различных регионах Земли, отличающихся природными условиями. Ботаническая география по тем временам значительно опережала зоологическую, поскольку растения легче изучать. В те времена, как растения, так и животные изучались одними и теми же исследователями. Разделение учёных на профили произошло в 1-й половине XIX в.
На этом этапе развитие биогеографии полностью господствовало библейское мировоззрение. Попытку объединить его с собственным мировоззрением осуществил К. Линней. Он считал, что все живые существа были созданы высшей силой на горе тропического острова. В подножье горы возникли тропические виды, в средней части — умеренных широт, а возле вершины — полярных широт. После этого море отступило, остров соединился с сушей, и все существа расселились с те места, где было для них предназначено высшей силой. В этой гипотезе отображено понимание учёным природной зональности и высотной поясности.
На протяжении 15 лет территорию Западной Сибири исследовал Ю. Крижанич, который в 1661—1676 гг. отбывал там ссылку. Результаты своих исследований он выложил в труде «История Сибири», которая вышла в печать только в 1890 г. Автор делает вывод про существование 3 зон (климатов) — тундры, тайги и степи с характерными для них особенностями (климатом, растительностью и животным миром).
Французского натуралиста Жорж-Луи Бюффона, автора 36-томного труда Природная история, считают одним из предшественников Ч. Дарвина. Его труд посвящён не только описаниям животных и растений, их распространению и взаимоотношениям с окружающей средой, но и идей переменчивости видов. Он считал, организмы, которые имеют общих предков, изменяются впоследствии длительного влияния природной среды. Домашние животные, как и культурные растения, изменяются впоследствии целеустремлённой селекции.
Значит, 2-й период в истории развития биогеографии характеризуется невероятно огромным материалом, собранном в различных частях и регионах мира. Его систематизацию на основе признаков, характерных живым организмам, и теоретическое обобщение объединяли с абсолютизацией библейского мировоззрения.